# Grubościomierz
Grubościomierz – przyrząd pomiarowy służący do nieniszczącego badania grubości materiałów i powłok.

## Grubościomierz ultradźwiękowy
Grubościomierz ultradźwiękowy (ang. ultrasonic thickness gauge, UTG) wykorzystuje do pomiaru fale ultradźwiękowe.
Grubościomierz ultradźwiękowy dokonuje pomiaru prędkości rozchodzenia się podłużnej fali ultradźwiękowej w danym materiale, a następnie przelicza tę wartość na grubość materiału w mm lub calach według określonego wzoru matematycznego. Aby pomiar był rzetelny i dokładny w badanym materiale nie mogą występować niejednorodności, w rodzaju pęcherzyków powietrza, oczek węgla itp. Pomiędzy sondą (głowicą) pomiarową, a powierzchnią materiału mierzonego musi być zapewniony styk bez powietrza, uzyskiwany za pomocą środka sprzęgającego, np. specjalnego żelu.
Obecnie w grubościomierzach ultradźwiękowych (produkowanych wyłącznie w wersji elektronicznej) wykorzystywane są (w zależności od modelu) trzy tryby pomiarowe:
1. tryb puls-echo lub interface-echo (tryb echa pojedynczego) – tryb standardowy; przy jego zastosowaniu można mierzyć grubość wszystkich jednorodnych materiałów, które nie są pokryte powłoką ochronną lub warstwą korozyjną,
2. tryb echo-echo (tryb echa wielokrotnego) – tryb umożliwiający pomiar grubości materiału pokrytego powłoka ochronną lub warstwą korozyjną z pominięciem grubości pokrycia; wykorzystywane jest wielokrotne echo fali ultradźwiękowej (fala odbita zarówno od dolnej granicy pokrycia, jak i od dolnej granicy materiału podkładowego),
3. tryb trough-paint (tryb "przez farbę") – tryb umożliwiający pomiar grubości materiału pokrytego powłoka ochronną lub warstwą korozyjną z pominięciem grubości pokrycia; wykorzystywane jest matematyczne odliczenie grubości pokrycia.

Prace nad skonstruowaniem takiego urządzenia trwały od lat 20. XX wieku. Pierwszym urządzeniem do jakościowego badania materiałów ultradźwiękami, jeszcze nie pomiarowym, były urządzenia wykorzystywane od 1939 roku w niemieckich fabrykach amunicji, do sprawdzania jakości łusek nabojów, wykorzystujące tzw. ogniwo Polhmnna. Nieudane badania w tym kierunku prowadził w Niemczech F. Kruse. Postęp w ich budowie hamował problem z mierzeniem małych odcinków czasu, potrzebnego do mierzenia czasu odbioru odbitego impulsu. Sytuację zmienił postęp w badaniach nad radarami i sonarami (1935-1938), wykorzystującymi podobne zjawiska. Pierwszy grubościomierz, nazwany wówczas reflektoskopem, wynalazł i opatentował w 1940 roku Floyd Firestone, wówczas fizyk na Uniwersytecie Michigan. W podobnym czasie prace nad takim urządzeniem trwały również w Wielkiej Brytanii i ZSRR. W kwietniu 1940 roku w Wielkiej Brytanii komitet badań nad stopami stalowymi zlecił badania nad takim urządzeniem firmie H. Hughes & Sons. Podejście brytyjskie zaowocowało zastosowaniem 2 transduktorów (amerykańskie korzystało z jednego). W ZSRR w 1941 badania nad niedestrukcyjnym badaniem materiałów prowadził Sokołow, opierając się na wcześniejszych pracach Hiedemanna. Osiągnięcia Sokołowa trafiły właśnie do mierników grubości.
Pierwszy komercyjny grubościomierz UTG trafił na rynek w 1943 (w USA: Sperry Products; w Wielkiej Brytanii: Hughes & Sons). W 1947 roku General Motors wprowadziło na rynek pierwszy UTG niekorzystający z techniki puls-echo a z techniki rezonansu (Sonigage).
Pierwszy rodzimy grubościomierz ultradźwiękowy (pierwotnie ze wskaźnikiem zegarowym) został opracowany, skonstruowany i wyprodukowany w Polsce, w roku 1967, przez zespół technologów z Urzędu Dozoru Technicznego w Katowicach pod kierownictwem mgr. inż. Wernera Sobka.

## Grubościomierz izotopowy
Niedestruktywny pomiar grubości odbywa się z wykorzystaniem promieniowania jonizującego - beta, rentgenowskiego lub gamma. W zależności od wykorzystywanego zjawiska rozróżnia się grubościomierze izotopowe skrośne, odbiciowe i fluorescencyjne.